# Пенинский-Оболенский, Юрий Андреевич Большой
Юрий Андреевич Пенинский-Оболенский Большой — князь, боярин князя Андрея Ивановича, брата великого князя Василия III Ивановича, воевода Ивана IV Васильевича Грозного.
Сын князя, родоначальника князей Пенинские-Оболенские — Оболенского Андрея Михайловича.
Имел братьев: Ивана Андреевича и Юрия Андреевича Меньшого.

## Биография
Боярин князя Андрея Ивановича Старицкого. На свадьбе князя Андрея Ивановича и княжны Хованской "был у постели" (январь 1533). Когда схватили и привезли в Москву князя Андрея Ивановича, князь Юрий Андреевич Большой, вместе с братьями, также был схвачен, окован, подвергнут пыткам, казнён торговой казнью и посажен в тюрьму в Наугольную башню.
Первый воевода левой руки во Владимире (1541). Первый воевода Передового полка, по росписи "от поля" (1543).
Вместе с братьями сделал вклад в Троице-Сергиев монастырь, село Борноволоково Переславского уезда, с условием, чтобы желающие из них принять монашество — постриг, а по смерти всех похоронить в обители Святого Сергия (1526). Бездетен.
В Русской родословной книге А.Б. Лобанова-Ростовского отмечено, что он казнён († 1537).